# Cerotachina albula
Cerotachina albula là một loài ruồi trong họ Tachinidae.